# Lalla Malika Issoufou
Pour les articles homonymes, voir Issoufou.
Lalla Malika Issoufou est une des premières dames de la République du Niger du 7 avril 2011 aux 2 avril 2021,  après que son époux, Mahamadou Issoufou, également marié à Aïssata Issoufou,  fut investi président de la   République.

## Origines et études
Lalla Malika Issoufou est née à Niamey. Sa sœur aînée est la femme d'affaires Lala Moulaye Ezzedine.
Elle entame son cursus universitaire à l’université Abdou-Moumouni de Niamey (UAM). Après l’obtention d’un doctorat à l’UAM en 2000, elle poursuit ses études universitaires en France pour approfondir ses connaissances et se spécialiser en médecine tropicale.

## Politique
Lalla Malika Issoufou est une militante du Parti nigérien pour la démocratie et le socialisme (PNDS TARAYYA), dont son époux est le président et qui l’a porté au pouvoir au Niger en 2011.

## Engagement associatif
Mariée à Mahamadou Issoufou, président du Niger, dont elle est la seconde épouse, mère de trois enfants, Lalla Malika Issoufou  est marraine de plusieurs associations agissant dans le domaine de la santé : la lutte contre le cancer, la Campagne africaine pour la réduction de la mortalité maternelle et néonatale (CARMMA), la lutte contre la drépanocytose, la lutte contre les fistules obstétricales, etc. Dans un autre domaine, elle parraine aussi le FIMA (Festival international de la mode africaine) au Niger.
En octobre 2011, elle crée la Fondation Tattali Iyali (Tattali Iyali signifie dans une des langues nationales du Niger «Bien-être de la famille»). Cette fondation lui sert à promouvoir des actions pour la santé. Cette fondation est partenaire de plusieurs associations et ONG dont l’Association des Nigériens de Belgique (ARNIBEL), la Fondation Chirac et d’Atef Omais, la Fondation de la Princesse Lalla Salma du Maroc. Avec ces partenaires, Tattali Iyali a réalisé plusieurs actions dans le domaine de la santé, mais aussi dans les domaines de l’énergie et de l’accès à l’eau potable au Niger. Certains observateurs s'interrogent sur l'origine des fonds de ces associations, qui pourraient avoir aussi pour but de contribuer à la popularité du président.